# 1882 dans le catholicisme
Chronologie du catholicisme
- 1878
- 1879
- 1880
- 1881
- 1882
- 1883
- 1884
- 1885
- 1886

Cet article présente les faits marquants de l'année 1882 dans le catholicisme.

## Évènements
- 27 mars : Création de 5 cardinaux par Léon XIII
- 2 octobre : Entrée de Pauline Martin au carmel de Lisieux
- 13 au 17 septembre : Congrès eucharistique international à Avignon.
- 17 septembre : Encyclique Auspicato Concessum de Léon XIII sur Saint François d'Assise
- 25 septembre : Création de 2 cardinaux par Léon XIII
- 8 décembre : Encyclique Cum Multa  de Léon XIII sur l'Église et l'État en Espagne

## Naissances
- 3 janvier : Bienheureux Donizetti Tavares de Lima, prêtre brésilien († 16 juin 1961)
- 20 janvier : Sebastião Leme da Silveira Cintra, cardinal brésilien, archevêque de Rio de Janeiro († 17 octobre 1942)
- 5 février : Georges Dandoy, prêtre jésuite, missionnaire en Inde et théologien belge († 11 juin 1962)
- 26 février : Laurent Remilleux, prêtre français, proche du Sillon († 21 août 1949)
- 18 mars : Clément Mathieu, prélat français, évêque d'Aire et Dax († 25 mars 1963)
- 25 mars : 
  - Joseph Batut, prêtre français engagé dans les patronages († 10 février 1947)
  - Bienheureux Otto Neururer, prêtre autrichien martyr du nazisme († 30 mai 1940)
- 27 mars : François Chaize, prélat et missionnaire français, vicaire apostolique d'Hanoï et évêque titulaire d'Alabanda (de) († 22 février 1949)
- 3 avril : Philippe Desranleau, prélat canadien, archevêque de Sherbrooke († 28 mai 1952)
- 9 mai : Edward Mooney, cardinal américain, diplomate du Saint-Siège et archevêque titulaire d'Irenopolis-en-Isaurie puis archevêque de Détroit († 25 octobre 1958)
- 11 mai : Paul Dubrulle, prêtre jésuite et écrivain français, mort pour la France († 16 avril 1917)
- 29 mai : Alfred Couderc, prélat français, évêque de Viviers puis évêque titulaire de Bamaccora (de) († 25 février 1968)
- 1er juin : Jean Teissier de Marguerittes dit le Colonel Lizé, militaire, résistant puis prêtre français († 21 août 1958)
- 4 juin : Bienheureux Olinto Marella, prêtre italien († 6 septembre 1969)
- 8 juillet : Alexandru Nicolescu, prélat gréco-catholique roumain, archevêque de Făgăraş et Alba Iulia († 5 juin 1941)
- 12 juillet : Juan Gualberto Guevara, premier cardinal péruvien, archevêque de Lima († 27 novembre 1954)
- 18 juillet : Marcello Mimmi, cardinal italien, archevêque de Naples († 6 mars 1961)
- 5 août : 
  - Bienheureux Nicolas de Gesturi, religieux capucin italien († 8 juin 1958)
  - Augustin Mansion, prêtre, philosophe et théologien belge († 20 octobre 1966)
- 24 août : Maurilio Silvani, prélat italien, diplomate du Saint-Siège et archevêque titulaire de Naupacte (de) († 22 décembre 1947)
- 29 août : Jean Élissalde, prêtre français, écrivain et poète de langue basque († 5 mai 1961)
- 21 septembre : 
  - Geevarghese Ivanios, initiateur et primat de l'Église catholique syro-malankare († 15 juillet 1953)
  - Bienheureux Elías del Socorro Nieves, prêtre et martyr mexicain († 10 mars 1928)
- 22 septembre : Joseph Debatty, prêtre belge, fondateur du Standard de Liège († 28 juillet 1957)
- 23 septembre : Joseph-Wilbrod Dufour, prêtre canadien († 31 janvier 1960)
- 6 octobre : Dolindo Ruotolo, prêtre, théologien, écrivain et serviteur de Dieu italien († 19 novembre 1970)
- 11 octobre : John Francis D'Alton, cardinal irlandais, archevêque d'Armagh († 1er février 1963)
- 14 octobre : Gustave Deswazières, prélat et missionnaire français, vicaire apostolique de Pakhoi et évêque titulaire de Maximiana-en-Numidie (de) († 22 février 1959)
- 19 octobre : Norbert Wallez, prêtre, journaliste et collaborateur belge († 24 septembre 1952)
- 22 octobre : Léon Vaganay, prêtre, exégète, théologien et enseignant français († 30 mars 1969)
- 25 octobre : André Jullien, cardinal français de la Curie, précédemment archevêque titulaire de Coron († 11 janvier 1964)
- 27 octobre : Franziskus Hennemann, prélat et missionnaire allemand en Afrique du Sud et au Cameroun, vicaire apostolique du Cap et évêque titulaire de Coptus (de) († 17 janvier 1951)
- 10 novembre : Bienheureux Antoine Zawistowski, prêtre et martyr polonais du nazisme († 4 juin 1942)
- 13 novembre : Joseph Cardijn, cardinal belge, fondateur de la Jeunesse ouvrière chrétienne († 24 juillet 1967)
- 1er décembre : Bienheureuse Armida Barelli, religieuse et enseignante italienne, cofondatrice de l'université catholique de Milan († 15 août 1952)
- 7 décembre : Vénérable Jacques Sevin, religieux jésuite, l'un des fondateurs des scouts de france, de la congrégation des Sœurs de la Sainte Croix de Jérusalem († 19 juillet 1951)
- 12 décembre : Léo Kierkels, prélat néerlandais, diplomate du Saint-Siège et archevêque titulaire de Salamine (de) († 7 novembre 1957)
- 25 décembre : François Imberti, prélat italien, archevêque de Verceil († 12 janvier 1967)
- 29 décembre : Jean-Marie Aubin, prélat fançais, vicaire apostolique d'Honiara et évêque titulaire d'Antiphellus (de) († 28 août 1967)

## Décès
- 12 février : Abbé Richard, prêtre et hydrogéologue français (° 2 février 1822)
- 20 février : Jean-Antoine-Marie Foulquier, prélat français, évêque de Mende (° 7 février 1798)
- 22 mars : Joaquín Lluch y Garriga, cardinal espagnol, archevêque de Séville (° 22 février 1816)
- 23 mars : Bienheureuse Annonciade Cocchetti, religieuse italienne, fondatrice des Sœurs de Sainte Dorothée de Cemmo (° 9 mai 1800)
- 1er mai : Célestin Guynemer de la Hailandière, prélat et missionnaire français, évêque de Vincennes (° 3 mai 1798)
- 18 mai : Pierre-Victor Braun, prêtre français, fondateur des Servantes du Sacré-Cœur de Jésus de Versailles, serviteur de Dieu (° 5 juin 1825)
- 11 juin : 
  - Joseph Baudichon, prélat et missionnaire français, vicaire apostolique des îles Marquises et évêque titulaire de Basilinopolis (° 12 septembre 1812)
  - Louis-Désiré Maigret, prélat et missionnaire français, vicaire apostolique des îles Hawaï et évêque titulaire d'Arathia (° 14 septembre 1804)
- 8 juillet : François-Alexandre Roullet de La Bouillerie, prélat français, archevêque coadjuteur de Bordeaux (° 1er mars 1810)
- 15 juillet : Jacques Dehaene, prêtre et homme politique français (° 16 septembre 1809)
- 16 juillet : César-Victor Jourdan, prélat français, évêque de Tarbes (° 2 octobre 1813)
- 27 juillet : Augustin David, prélat français, évêque de Saint-Brieuc (° 28 mars 1812)
- 12 août : Augustin-Pierre Cluzel, prélat et missionnaire français, diplomate du Saint-Siège et archevêque titulaire d'Héraclée-en-Europe (de)  (° 6 mars 1815)
- 20 novembre : Domenico Sanguigni, cardinal italien, diplomate du Saint-Siège et archevêque titulaire de Tarse (° 27 juin 1809)
- 23 décembre : Ferdinand-François-Auguste Donnet, cardinal français, archevêque de Bordeaux (° 16 novembre 1795)